# Winterfeld
Winterfeld este o comună din landul Saxonia-Anhalt, Germania.